# 100吉比特以太网
40吉比特以太网，或100吉比特以太网（英語：40GE）是一种以太网的传输标准。IEEE在在2010年6月通過，成為 IEEE 802.3ba。它規範了以40Gbit/s 或者 100Gbit/s 的速度來傳輸的乙太網路，仅支持全双工方式连接。

## 物理层标准
40/100 G 以太网包含了一系列的物理层标准。一个网络设备能通过更换不同的物理层插拔模块来支持不同的物理层。特性包括： 
- 与其他速率的以太网保持相同的 802.3/Ethernet 帧格式以及最大帧最小帧的设置。
- 提供无缝的光纤传输支持。
- MAC层速率达到 40Gbit/s 或者 100Gbit/s
- 提供在单模光纤，多模光纤 OM3/OM4，铜线，背板等不同的物理层的规格说明。
- 更低的数据位出错比率。

| 物理层      | 最大可传输距离 | 40 Gigabit 以太网 | 100 Gigabit 以太网 |
| ----------- | -------------- | ----------------- | ------------------ |
| 电气背板    | 1米            | 40GBASE-KR4       |                    |
| 铜缆        | 7米            | 40GBASE-CR4       | 100GBASE-CR10      |
| OM3多模光纤 | 100米          | 40GBASE-SR4       | 100GBASE-SR10      |
| OM4多模光纤 | 125米          | 40GBASE-SR4       | 100GBASE-SR10      |
| 单模光纤    | 10千米         | 40GBASE-LR4       | 100GBASE-LR4       |
| 单模光纤    | 40千米         |                   | 100GBASE-ER4       |
| 单模光纤    | 2千米（连续）  | 40GBASE-FR        |                    |

Finisar、Sumitomo Electric Industries 和 OpNext 公司都已经展示了运作于40G或100G的光纤单模CFP模块。

## 商用的100G以太网系统
考虑到100Gbps以太网技术与OTN、SONET/SDH和传统以太网的兼容性，业界都认为100G以太网将被广泛的使用于所有的网络层传输包括骨干传输系统，边界路由器，数据中心交换系统。然而，100G以太网的商用组件样式还是不够丰富，大部分供应商采用与客户合作研发的方式来满足客户对组件的特殊需求。
由于100Gbps以太网技术在对降低运营成本，提高速率方面有显著的表现，大部分运营商都希望能直接从10Gbps以太网直接升级到100Gbps以太网，而跳过相对较贵的40Gbps以太网部署。

### 100GE网卡接口的路由器和交换机
设计拥有100Gbps接口网卡的路由器和交换机并不容易，一个难点就在于以100Gbit/s的线性速率处理IP/MPLS数据包。在2011年，大部分的能处理100Gbit/s的关键组件并不是很容易的取得，包括PHY芯片，NPU,内存等等，都需要与组件商共同设计或者额外的条件。另外一个难点是100Gbit/s的光学输出组件的性能，特别是超长距离可插拔的光输出模块。
- 思科公司 在2011年4月与AT&T和Comcast部署了它的第一个100GE系统。
- Juniper公司 最早在2009年年中发布了T系列100GE核心路由器，2011年3月，Juniper击败思科公司,在Verizon美国部署了100GE的商业设备。
- 阿爾卡特朗訊Alcatel-Lucent在2007年11月舉行了100 Gbit/s光傳輸的首次現場測試。該測試是在線上直播進行的，並連接佛羅里達州坦帕市和邁阿密通過504公里。[1]
- 博科通信系統Brocade公司在2010年9月推出了他們的第一批100GbE產品（以Foundry Networks MLXe硬體為基礎）。[2]2011年6月，新產品在阿姆斯特丹的AMS-IX流量交換點投入使用。[3]
- 華為在2008年10月為其NE5000e路由器展示了他們的首個100GbE接口。[4]2009年9月，華為還展示了端到端100 Gbit / s鏈路。[5]